# František Tadeáš Blatt
Pour les articles homonymes, voir Blatt.
František Tadeáš Blatt (connu aussi comme Franz Thaddäus Blatt) (né en 1793 à Prague, décédé le 9 mars 1856 à Prague) était un clarinettiste, compositeur et professeur de musique tchèque.

## Biographie
František Tadeáš Blatt naît à Prague. Enfant, sa famille déménage à Vienne en 1796. À Vienne, il étudie dans une académie de peinture selon les souhaits de son père. En 1807, à la mort de son père, il peut renouer avec sa passion pour la musique, il retourne à Prague et commence à étudier la clarinette avec Václav Farník de 1811 à 1817 et la composition avec Dionys Weber au Conservatoire de Prague.
À partir de 1814, il effectue avec succès des tournées de concerts en Allemagne et en Europe du Nord. À partir de 1817, il est le premier clarinettiste de l'orchestre du théâtre des Estates. Un an plus tard, il devient professeur adjoint au conservatoire. En 1820, il remplace son professeur Václav Farník au Conservatoire de Prague. Le compositeur Hector Berlioz l'a félicité pour son jeu en le nommant meilleur musicien du jour après une représentation qu'il a dirigée. Son jeu de virtuose est également félicité par Carl Maria von Weber, François-Joseph Fétis et bien d'autres.
Il est également devenu célèbre en tant que professeur. En 1827, il publie une méthode pour la clarinette, Méthode complète pour la clarinette : graduée progressivement depuis les premiers éléments jusqu'au plus haut degré de perfection (Schott, 1828) , axée sur la clarinette à neuf et douze clefs. L'édition augmentée de 1839 comprend également une table des doigtés pour la clarinette à treize clefs.
Outre la clarinette, il a également enseigné le chant et publié un manuel de chant : Kurzgefasste theoretische praktische Gesangschule (1829).
Il était marié à Johanna, née Kotul (1800- ??), avec qui il a eu des fils, Friederich, Adolf et Ludwig, et des filles ? ? et Anna.

## Œuvres (sélection)
Il a principalement composé pour son instrument, notamment des pièces d'enseignement et de concert toujours employées aujourd'hui comme :
- Variations en do mineur Op. 12
- Variations en sol mineur Op. 14
- 12 Capricci in Forma di Studio Op. 17
- 15 exercices amusants pour la clarinette Op. 26
- Trio pour clarinette Op. 27
- Concerto pour clarinette et orchestre Op. 28 (variations brillantes)
- Douze Études, Op. 33
- 24 Esercizi di Meccanismo (éd. A. Giampieri)
- Trio en mi bémol
- Trois duos concertants pour 2 clarinettes.

Il a également composé de nombreuses pièces et de la littérature pédagogique pour hautbois et cor anglais. Aujourd'hui, ses compositions sont souvent utilisées dans les cours de saxophone (20 Exercices de perfectionnement pour hautbois ou saxophone).
- Étude en ré majeur, Op. 24, no 1